# Surface-conduction electron-emitter display
Surface-conduction electron-emitter display, SED, är en teknik utvecklad av Canon och Toshiba från 1996 för tillverkning av platta bildskärmar. SED-skärmen består till skillnad från en LCD-skärm, som har bakgrundsbelysning i princip lika stor som själva panelen, av en elektronkanon för varje pixel. I praktiken betyder det att en SED-panel är en platt-tv där varenda pixel är ett katodstrålebildrör i miniatyr. Detta resulterar i ett mycket högt kontrastförhållande, upp till 100 000:1. Den kan till skillnad från stora LCD-skärmar att ge en mycket snabbare respons och tydligare återgivning av bilden, speciellt vid visning av bilder med betydande rörelser. SED-TV skulle i likhet med nyare LCD- och plasmaskärmar att vara kompatibel med nästa generations HD-återgivning, 1080-progressive (1080p) och uppåt.
Sedan SED presenterades av Canon och Toshiba för ett antal år sedan så har dock lanseringen ständigt skjutits fram, och SED-skärmar finns ännu inte att köpa någonstans. Skeptiker hävdar att SED aldrig kommer att lanseras, eller att när en lansering väl sker så kommer det att vara för sent eftersom de etablerade teknikerna utvecklas hela tiden och tillverkas i större volymer vilket skulle göra dem billigare.
Canon har köpt rättigheterna att använda patenterad teknik i sina SED-skärmar av ett företag kallat Nano-Proprietary. Som en följd av att Nano-Proprietary anser att Canon har brutit det ingångna avtalet och därmed hotar om att dra in rättigheterna till nyttjandet av tekniken började Canon utveckla en egen lösning med liknande teknik.
Augusti 2010 meddelade Canon att de har lagt ner utveckling av SED.

## Fördelar
- Bra färgåtergivning
- Bra betraktningsvinkel
- Lägre energiförbrukning
- Lång livslängd
- Snabb respons

## Nackdelar
- Dyr att tillverka
- Något tjockare än plasma- och LCD-skärmar.
- Finns inte i handeln